# Melampus (Hund)
Der Hund Melampus war ein Begleiter eines Müllers, der im Dienst der Burg Starkenburg (Heppenheim) stand. Melampus wurde über die Jahre zu einem festen Bestandteil des Burglebens und wurde wegen seiner Zuverlässigkeit bald auch zur Nachrichtenübermittlung eingesetzt. Zu diesem Zweck soll er angeblich oft den Geheimgang zur Burg benutzt haben, der wohl von der Burg Starkenburg bis zum Kloster Lorsch ging und in dem sich auch der Burgschatz befinden soll.
Eines Tages wurde die Burg angegriffen und Melampus kämpfte bis zu seinem Ende, schleppte sich zum Geheimgang und starb dort. Melampus wurde, laut Beschluss der Bewohner, dort begraben.
Als der Bergfried der Burg Starkenburg gesprengt wurde, fand man dort Hundeknochen.
Melampus’ Geist soll die Burg und den Geheimgang angeblich immer noch bewachen.